# Taylan Antalyalı
Taylan Antalyalı (Yatağan, 1995. január 8. –) török válogatott labdarúgó, az Ankaragücü játékosa kölcsönben a Galatasaray csapatától.

## Pályafutása

### Klubcsapatokban
A Muğlaspor és a Bucaspor korosztályos csapataiban nevelkedett, majd 2012. május 13-án mutatkozott be a Bucaspor első csapatában a Kasımpaşa csapata ellen. A 2014-es nyári átigazolási időszakban a Gençlerbirliği szerződtette, de csak 9 tétmérkőzésen lépett pályára. Kölcsönben megfordult a Kayseri Erciyesspor és a Hacettepe csapatainál. 2017. augusztus 1-jén hároméves szerződést kötött az Erzurumsporral, majd 2019 nyarán négy évre a Galatasaray igazolta le. 2022. szeptember 8-án kölcsönbe került egy szezonra az Ankaragücü csapatához.

### A válogatottban
Többszörös korosztályos válogatott. 2021. március 24-én mutatkozott be a felnőtt válogatottban Hollandia ellen 4–2-re megnyert 2022-es labdarúgó-világbajnokság-selejtező találkozón 2021 májusában bekerült a 2020-as labdarúgó-Európa-bajnokságra utazó török keretbe. A tornán csak a kispadon kapott lehetőséget.

## Statisztika

### Klub
2023. május 8-i állapotnak megfelelően.
| Klub                          | Szezon   | Bajnokság         | Bajnokság | Bajnokság | Kupa  | Kupa  | Nemzetközi | Nemzetközi | Egyéb | Egyéb | Összesen | Összesen |
| Klub                          | Szezon   | Osztály           | Mérk.     | Gólok     | Mérk. | Gólok | Mérk.      | Gólok      | Mérk. | Gólok | Mérk.    | Gólok    |
| ----------------------------- | -------- | ----------------- | --------- | --------- | ----- | ----- | ---------- | ---------- | ----- | ----- | -------- | -------- |
| Bucaspor                      | 2011–12  | TFF First League  | 1         | 0         | —     | —     | —          | —          | —     | —     | 1        | 0        |
| Bucaspor                      | 2012–13  | TFF First League  | 9         | 0         | 1     | 0     | —          | —          | —     | —     | 10       | 0        |
| Bucaspor                      | 2013–14  | TFF First League  | 29        | 1         | 4     | 0     | —          | —          | —     | —     | 33       | 1        |
| Bucaspor                      | Összesen | Összesen          | 39        | 1         | 5     | 0     | 0          | 0          | 0     | 0     | 44       | 1        |
| Gençlerbirliği                | 2014–15  | Süper Lig         | 2         | 0         | 6     | 0     | —          | —          | —     | —     | 8        | 0        |
| Gençlerbirliği                | 2015–16  | Süper Lig         | 0         | 0         | 1     | 0     | —          | —          | —     | —     | 1        | 0        |
| Gençlerbirliği                | Összesen | Összesen          | 2         | 0         | 7     | 0     | 0          | 0          | 0     | 0     | 9        | 0        |
| Kayseri Erciyesspor (kölcsön) | 2015–16  | TFF First League  | 13        | 1         | 0     | 0     | —          | —          | —     | —     | 13       | 1        |
| Kayseri Erciyesspor (kölcsön) | Összesen | Összesen          | 13        | 1         | 0     | 0     | 0          | 0          | 0     | 0     | 13       | 1        |
| Hacettepe (kölcsön)           | 2016–17  | TFF Second League | 27        | 2         | 1     | 0     | —          | —          | —     | —     | 28       | 2        |
| Hacettepe (kölcsön)           | Összesen | Összesen          | 27        | 2         | 1     | 0     | 0          | 0          | 0     | 0     | 28       | 2        |
| Erzurumspor                   | 2017–18  | TFF First League  | 30        | 3         | 3     | 0     | —          | —          | —     | —     | 33       | 3        |
| Erzurumspor                   | 2018–19  | Süper Lig         | 31        | 6         | 1     | 0     | —          | —          | —     | —     | 32       | 6        |
| Erzurumspor                   | 2019–20  | TFF First League  | 3         | 1         | 0     | 0     | —          | —          | —     | —     | 3        | 1        |
| Erzurumspor                   | Összesen | Összesen          | 64        | 10        | 4     | 0     | 0          | 0          | 0     | 0     | 68       | 10       |
| Galatasaray                   | 2019–20  | Süper Lig         | 15        | 1         | 5     | 0     | —          | —          | —     | —     | 20       | 1        |
| Galatasaray                   | 2020–21  | Süper Lig         | 34        | 1         | 2     | 0     | 3          | 0          | —     | —     | 39       | 1        |
| Galatasaray                   | 2021–22  | Süper Lig         | 30        | 0         | 1     | 0     | 11         | 0          | —     | —     | 42       | 0        |
| Galatasaray                   | 2022–23  | Süper Lig         | 1         | 0         | —     | —     | —          | —          | —     | —     | 1        | 0        |
| Galatasaray                   | Összesen | Összesen          | 80        | 2         | 8     | 0     | 14         | 0          | 0     | 0     | 102      | 2        |
| Ankaragücü                    | 2022–23  | Süper Lig         | 26        | 3         | 2     | 0     | —          | —          | —     | —     | 28       | 3        |
| Ankaragücü                    | Összesen | Összesen          | 26        | 3         | 2     | 0     | 0          | 0          | 0     | 0     | 28       | 3        |
| Összesen                      | Összesen | Összesen          | 251       | 19        | 27    | 0     | 14         | 0          | 0     | 0     | 292      | 19       |

### Válogatott
2022. március 29-i állapotnak megfelelően.
| Nemzet      | Év       | Mérk. | Gólok |
| ----------- | -------- | ----- | ----- |
| Törökország | 2021     | 8     | 0     |
| Törökország | 2022     | 1     | 0     |
| Törökország | 2023     | 0     | 0     |
| Összesen    | Összesen | 9     | 0     |

## Külső hivatkozások
- Taylan Antalyalı adatlapja a Transfermarkt oldalon (angolul)
- Taylan Antalyalı adatlapja a Soccerway oldalon (angolul)